# العالية (ولاية تقرت)
عرض_العنوان
العالية بلدية تابعة دائرة الحجيرة ولاية تقرت الجزائرية.تقع بين القرارة والحجيرة يقطنها حوالي 11ألف نسمة